# Finderlohn
Als Finderlohn bezeichnet man eine Belohnung, die jemandem zusteht, der eine verlorene Sache gefunden hat und sie dem Eigentümer zurückgibt.

## Rechtslage in Deutschland
Finderlohn kann nach deutschem Recht (§ 971 BGB) verlangen, wer eine verlorene Sache (§ 965) an sich nimmt und sie dem Verlierer oder Eigentümer herausgibt, sofern er seine gesetzlichen Pflichten als Finder erfüllt hat. Der Finderlohn bemisst sich nach dem Wert der gefundenen Sache:
- bis 500 €: 5 % des Wertes,
- über 500 €: 25 € (5 % von 500 €) plus 3 % von dem über 500 € hinausgehenden Wert.

Wenn die Sache nur für den Verlierer einen Wert hat, so ist der Finderlohn nach billigem Ermessen festzusetzen.
Bei gefundenen Tieren ist der Finderlohn auf 3 % festgesetzt.
Für Funde in öffentlichen Verkehrsmitteln und Behörden gibt es bis zu einem Wert von 50 € keinen Finderlohn, darüber hinaus nur die Hälfte des normalen Finderlohnes (§ 978 BGB).
Wer gefundene fremde Sachen behält, macht sich unter Umständen der Fundunterschlagung strafbar. Der Anspruch auf Finderlohn verfällt dann.

## Rechtslage in Österreich
In Österreich wird beim Finderlohn zwischen verlorenen und vergessenen Sachen (z. B. an einer Garderobe) unterschieden (§ 388 ABGB).
Bei verlorenen Sachen beträgt der Finderlohn nach § 393 Abs. 1 ABGB:
- bis 2000 €: 10 % des Wertes der Sache,
- über 2000 €: 200 € (10 % von 2000 €) plus 5 % des über 2000 € hinausgehenden Wertes.

Bei vergessenen Sachen ist der Finderlohn halb so hoch, d. h.:
- bis 2000 €: 5 % des Wertes der Sache,
- über 2000 €: 100 € (5 % von 2000 €) plus 2,5 % des über 2000 € hinausgehenden Wertes.

Bei unschätzbaren Sachen und solchen, deren Wiedererlangung für den Verlustträger von erheblicher Bedeutung bzw. mit Kosten verbunden ist, obwohl sie selbst keinen Handelswert haben (z. B. Schlüssel, Ausweise) ist der Finderlohn nach billigem Ermessen festzulegen; hierbei ist auf die dem Finder entstandene Mühe und auf den dem Verlustträger durch die Wiedererlangung der gefundenen Sache verschafften Vorteil Bedacht zu nehmen (§ 393 Abs. 2 ABGB).

## Rechtslage in der Schweiz
Der Finder einer Sache (auch eines Tieres) hat gemäß Art. 722 Abs. 2 ZGB «Anspruch auf […] einen angemessenen Finderlohn», sofern er den Fundgegenstand dem Berechtigten retourniert. Was angemessen ist, wird allerdings weder durch Gesetz geregelt noch gibt es dazu Gerichtsentscheide. Als Faustregel gelten 10 % des Wertes, wobei auch ein bloßer Liebhaberwert ins Gewicht fällt. Mit steigendem Wert der Fundsache verringert sich allerdings dieser Prozentsatz. Hatte der Finder jedoch einen höheren zeitlichen Aufwand mit der Aufbewahrung, kann er umgekehrt auch mehr verlangen. Zudem kann der Finder verlangen, dass ihm alle Spesen erstattet werden, die er im Zusammenhang mit dem Fund hatte. Viele Gemeinden bieten einen finderfreundlichen Service an, indem sie vom Eigentümer gleich den Finderlohn verlangen, wenn dieser sich meldet.
Eine wichtige Ausnahme von obiger Grundregel ist der sogenannte Anstaltsfund (Art. 720 Abs. 3 und Art. 722 Abs. 3 ZGB), denn «das Haus verliert nichts». Wer eine Sache in einem bewohnten Privathaus oder in einem öffentlichen Gebäude findet, muss diese dem jeweiligen Besitzer (Hausherrn, Mieter, der Aufsicht) abgeben und hat keinen Anspruch auf einen Finderlohn.

## Nachweise
1. ↑  Vgl. Beobachter und Steiger Legal.